# Frederica de Hanovra
Frederica de Hanovra (greacă Φρειδερίκη; 18 aprilie 1917 – 6 februarie 1981) a fost soția regelui Paul I al Greciei.

## Primii ani
Frederica s-a născut la 18 aprilie 1917 la Blankenburg am Harz, Prusia, Imperiul German. A fost singura fiică a lui Ernest Augustus al III-lea, Duce de Brunswick și a Prințesei Victoria Luise a Prusiei, care a fost singura fiică a împăratului Wilhelm al II-lea și a împărătesei Augusta Viktoria de Schleswig-Holstein. 
Prin bunicul matern, Frederica a fost strănepoata împăratului Frederic al III-lea și a împărătesei Victoria, Prințesă Regală, fiica cea mare a reginei Victoria a Regatului Unit.
Prin aceste legături, Frederica a fost verișoară îndepărtată a Elisabetei a II-a și a Prințului Filip, Duce de Edinburgh. Ca descendentă a regelui George al III-lea al Marii Britanii, la naștere, a fost în poziția 34 în linia de succesiune la tronul britanic deși nu a avut nici un titlu sau rang britanic.

## Căsătorie

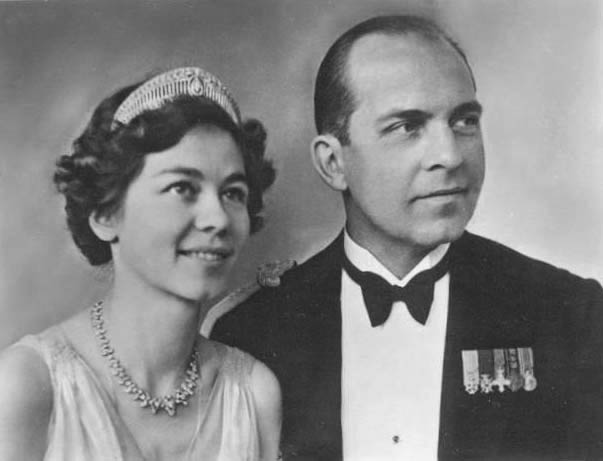
Portretul oficial al Prințului Moștenitor (mai târziu rege) Paul al Greciei și a Prințesei Moștenitoare (mai târziu regină) Frederica a Greciei, 1939.

În 1936 Paul, Prinț Moștenitor al Greciei a cerut-o în căsătorie la Berlin când a ajuns acolo pentru Jocurile Olimpice de vară din 1936. Logodna lor a fost anunțată oficial la 28 septembrie 1937. La 9 ianuarie 1938 s-au căsătorit la Atena. 
Prințul Paul a fost fiul regelui Constantin I al Greciei și a reginei Sofia a Prusiei, care a fost sora împăratului Wilhelm al II-lea al Germaniei. 
La zece luni după căsătorie, s-a născut primul lor copil la 2 noiembrie 1938: Sofia, viitoarea regină Sofia a Spaniei. La 2 iunie 1940 s-a născut fiul și moștenitorul lor, Constantin.
În timpul celui de-Al Doilea Război Mondial, în aprilie 1941, familia regală greacă a fost evacuată. În exil, regele George al II-lea și restul familiei regale s-a stabilit în Africa de Sud. Aici, la 11 mai 1942, s-a născut cel de-al treilea și ultimul copil al Fredericăi, Prințesa Irene. Liderul Africii de Sud, generalul Jan Smuts a fost nașul de botez.
La scurtă vreme, forțele germane au atacat Creta. Frederica și familia ei au fost evacuați din nou, înființând un guvern în exil la Londra. În cele din urmă, familia s-a stabilit în Egipt în februarie 1944.
La 1 septembrie 1946 poporul grec a decis prin referendum repunerea pe tron a regelui George. Prințul Moștenitor și Prințesa Moștenitoare s-au întors la casa lor în Psychiko.

## Regină

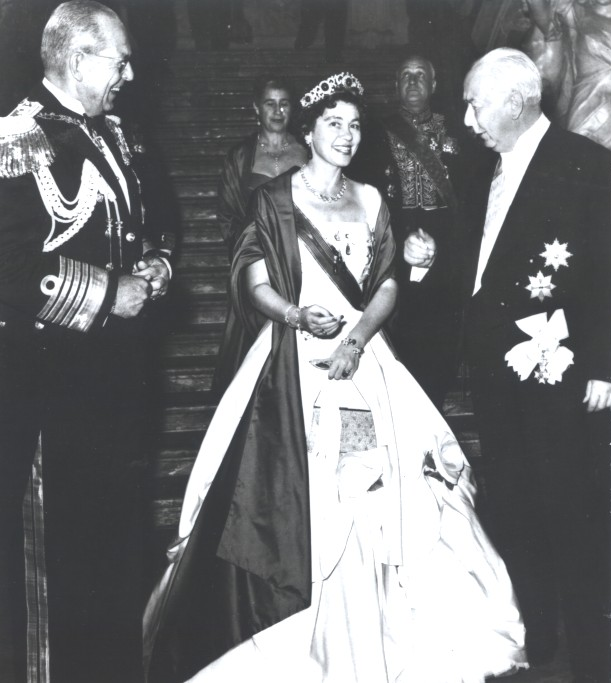
Regina Frederica a Greciei.

La 1 aprilie 1947, George al II-lea a murit, iar soțul Fredericăi i-a succedat la tron sub numele de regele Paul I. Instabilitatea politică comunistă din nordul Greciei a dus la Războiul Civil Grec. Regele și regina au plecat în turneu în nordul Greciei, sub măsuri severe de securitate, pentru a încerca să facă apel la loialitate în vara anului 1947.
Războiul Civil Grec s-a terminat în august 1949. Suveranii au profitat de acestă ocazie pentru a consolida monarhia, au efectuat vizite oficiale mareșalului Josip Broz Tito la Belgrad, președinților Luigi Einaudi al Italiei, Theodor Heuss al Germaniei de Vest, Bechara El Khoury al Libanului, împăratului Haile Selassie I al Etiopiei, Chakravarthi Rajagopalachari al Indiei, regelui George al VI-lea al Regatului Unit și au vizitat Statele Unite ale Americii în calitate de invitați ai președintelui Dwight D. Eisenhower.
Cu toate acestea, acasă, în Grecia și în străinătate, în Marea Britanie, regina Frederica a fost vizată de opoziție, pentru că în adolescență ea a aparținut Ligii Fetelor Germane ("Bund Deutscher Mädel"), o ramură a Hitlerjugend. Suporterii ei au susținut că sustragerea de la apartenența grupului ar fi fost dificilă în climatul politic existent în Germania nazistă la momentul respectiv.
La 14 mai 1962 fiica ei cea mare, Sofia, s-a căsătorit la Atena cu Prințul Juan Carlos al Spaniei, (mai târziu regele Juan Carlos I al Spaniei).

## Regină mamă și exilul
La 6 martie 1964 regele Paul a murit de cancer, și fiul ei i-a succedat la tron ca regele Constantin al II-lea. Frederica și-a asumat titlul de regina-mamă dar a continuat să joace rolul de regină. Când fiul ei s-a căsătorit cu Prințesa Anne-Marie a Danemarcei la 18 septembrie 1964, regina Frederica și-a revocat majoritatea atribuțiilor publice regale în favoarea noii regine. Cu toate acestea, ea a continuat să participe la evenimente regale, care au fost orientate spre familie, cum ar fi botezurile nepoților ei atât în Spania cât și în Grecia.
Ciocnirile regelui Constantin cu primul-ministru ales democratic George Papandreou, Sr. au fost învinuite de către critici ca fiind cauza destabilizării care a dus la o lovitură de stat militară la 21 aprilie 1967. Confruntat cu o situație dificilă, inițial, regele Constantin a colaborat cu dictatura militară. În același an, mai târziu, el a încercat o contra-lovitură de stat cu speranța restaurării democrației. Lovitura a eșuat iar el a fost obligat să plece în exil. 
La 1 iunie 1973 junta militară greacă a abolit monarhia fără acordul poporului grec, apoi, a încercat să-și legitimeze acțiunile prin plebiscitul din 1973 care a fost suspectat pe scară largă de fraudă. Noul șef al statului a devenit președintele Greciei, George Papadopoulos.
Dictatura a luat sfârșit la 24 iulie 1974 și monarhia constituțională pre-junta nu a fost niciodată restaurată. Un plebiscit a avut loc în care regele Constantin a admis în mod liber erorile sale din trecut, a promis sprijin pentru democrația, și, în special, a promis să-și țină mama, pe regina Frederica departe de Grecia și de politica Greciei. 70% dintre greci au votat pentru a face din Grecia o republică democratică.
Regina Frederica a murit la 6 februarie 1981 în exil la Madrid în timpul unei operații la ochi. A fost înmormântată la Tatoi; fiului ei și familiei lui i s-a permis să participe la serviciu funerar cu condiția să părăsească Grecia imediat după aceea.